# Quartier de la Goutte-d'Or
Quartier de la Goutte-d'Or är Paris 71:e administrativa distrikt, beläget i artonde arrondissementet. Distriktet är uppkallat efter Rue de la Goutte-d'Or som i sin tur är uppkallad efter den före detta byn Goutte d'Or (ordagrant "den gyllene droppen").
Artonde arrondissementet består även av distrikten Grandes-Carrières, Clignancourt och Chapelle.

## Sevärdheter
- Saint-Bernard de la Chapelle
- Square Léon
- Square Saint-Bernard–Saïd-Bouziri
- Jardin Jane-Vialle
- Rue Stephenson

## Bilder
| - De fyra administrativa distrikten i Paris artonde arrondissement. - Jardin Jane-Vialle. - Rue Stephenson. |

## Kommunikationer
- Tunnelbana – linje  – Marx Dormoy